# Kokalyanski Urvich

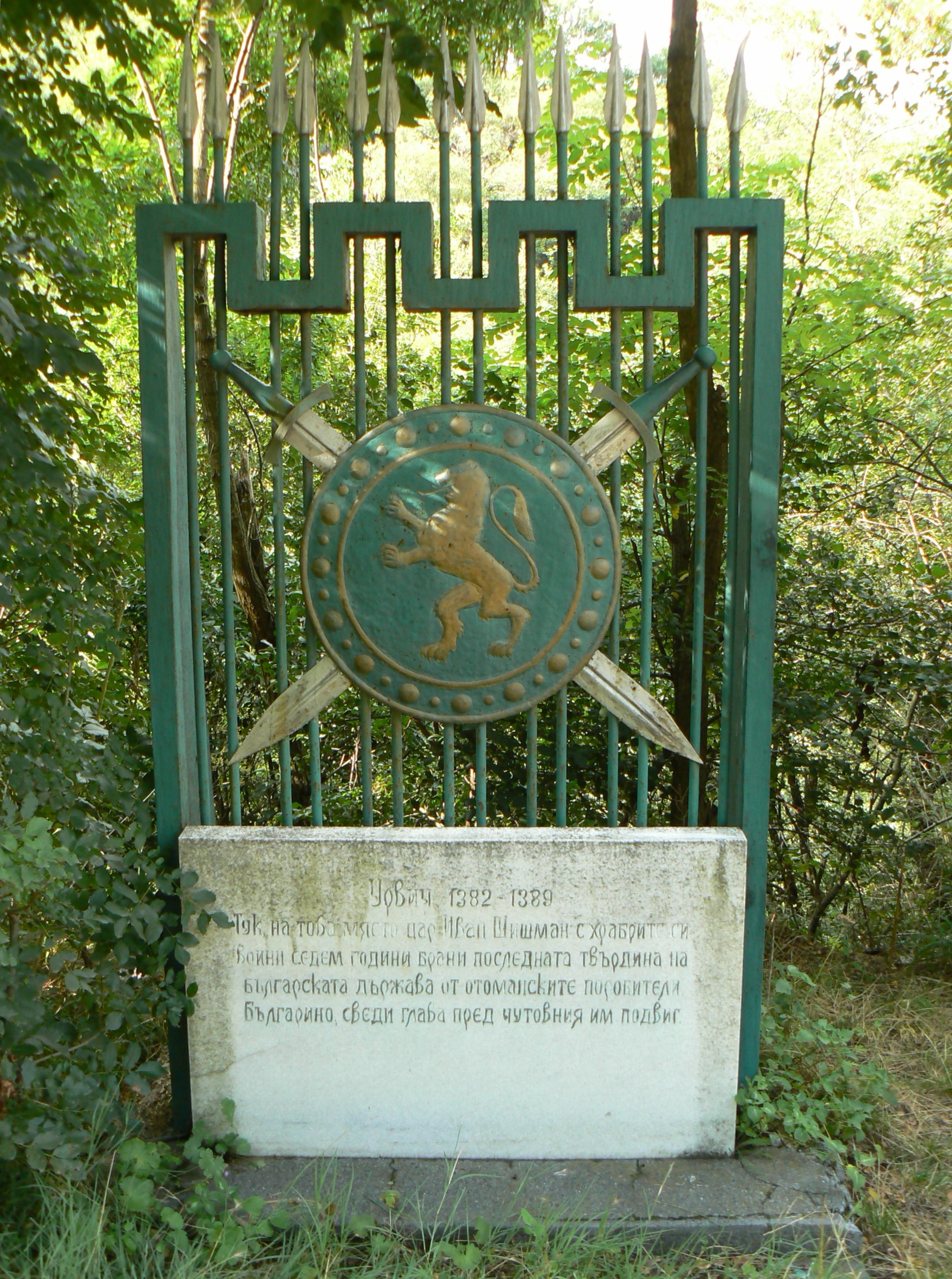
Monumento situado junto al camino cerca del castillo.

Urvich (también conocido como Kokalyane Urvich debido a que el pueblo más cercano es Kokalyane) es una fortaleza medieval en el territorio del distrito del actual Pancharevo, heredero del histórico pueblo de Glavishevo. Se encuentra en la ribera derecha del río Iskar, en la colina de Sredobardie, en el monte Lozen, a unos 20 kilómetros de Sofía en el camino hacia Samokov. En esta región se forma del río pintoresco un meandro, que ha sido declarado monumento natural.